# هلن فوستر
هلن فوستر (انگلیسی: Helen Foster; ۲۳ مهٔ ۱۹۰۶ – ۲۵ دسامبر ۱۹۸۲) هنرپیشه اهل ایالات متحده آمریکا بود.
وی بازیگر فیلم‌هایی همچون گردشگر، غربی و دور دنیا در هشتاد روز بوده‌است.